# Directive sur le droit de location et de prêt
La directive 92/100/CEE est une directive de l'Union européenne dans le domaine du droit d'auteur, établie en vertu des dispositions du marché intérieur du traité de Rome. Il crée un "droit de location et de prêt" dans le cadre de la protection du droit d'auteur et établit des normes minimales de protection pour les droits voisins des artistes interprètes ou exécutants, des producteurs de phonogrammes et de films et des organismes de radiodiffusion.

## Droit de location et de prêt
Les titulaires de droits suivants ont le droit exclusif, sous réserve de certaines limitations, d'autoriser ou d'interdire la location ou le prêt de leurs œuvres [art. 2 (1)] :
- les auteurs en ce qui concerne l'original et les copies de leurs œuvres (à l'exception des bâtiments et des arts appliqués) ;
- interprètes en ce qui concerne les fixations de leur interprétation ;
- producteurs de phonogrammes pour ses phonogrammes; et
- producteurs de la première fixation des films par rapport à l'original et aux copies de leurs films.

Cette liste est limitative: le Portugal a été blâmé par la Cour européenne de justice pour avoir créé un droit de prêt et de location en faveur des producteurs de vidéogrammes, car cela annulait le caractère exclusif des droits des producteurs de films  .
Le droit de location et de prêt peut être transféré, et est présumé être transféré dans les contrats de production cinématographique à moins qu'ils ne contiennent des dispositions contraires [art. 2 (5)] : les États membres peuvent étendre la présomption aux auteurs et aux artistes interprètes ou exécutants. Cependant, même une fois le droit de location et de prêt transféré, l'auteur ou l'artiste interprète ou exécutant conserve un droit inaliénable et inaliénable à une compensation équitable pour la location et le prêt de ses œuvres : cette compensation est gérée par les sociétés de gestion collective.
Les États membres peuvent autoriser une dérogation pour les prêts publics (c'est-à-dire les bibliothèques publiques) à condition que les auteurs perçoivent certaines redevances [art. 5 (1)]. Les États membres peuvent également exempter "certaines catégories d'établissements" du paiement de redevances [art. 5 (2)]. Ces dispositions sont interprétées de manière stricte: le Portugal a été blâmé pour une transposition qui dispensait effectivement tous les établissements publics du paiement de redevances et la Belgique pour avoir omis de fixer un taux de rémunération (rendant sa perception impossible).
Plusieurs pays avaient déjà des systèmes de droit de prêt public. Cependant, la Commission européenne a souligné dans un rapport de 2002 que bon nombre de ces systèmes DPP n'avaient pas correctement mis en œuvre la directive.

## Droits connexes
La directive définit les droits minimaux que les États membres doivent accorder aux artistes interprètes ou exécutants, aux producteurs de phonogrammes et de films et aux organismes de radiodiffusion (droits voisins), en s'appuyant étroitement sur les dispositions de la convention de Rome pour la protection des artistes interprètes ou exécutants, des producteurs de phonogrammes et des organismes de radiodiffusion. Le préambule est clair (par. 20) que les États membres peuvent aller au-delà de cette protection minimale s'ils le souhaitent.
Le droit de fixation (art. 6) pour les artistes interprètes ou exécutants en ce qui concerne leurs exécutions et les organismes de radiodiffusion en ce qui concerne leurs émissions est le droit exclusif d'autoriser ou d'interdire l'enregistrement.
Le droit de reproduction (art. 7) est le droit exclusif d'autoriser ou d'interdire la reproduction:
- pour les interprètes, des fixations de leurs performances,
- pour les producteurs de phonogrammes, de leurs phonogrammes,
- pour les producteurs des premières fixations de films, en ce qui concerne l'original et les copies de leurs films, et
- pour les organismes de radiodiffusion, des fixations de leurs émissions.

Le droit de distribution (art. 9) est le droit exclusif de mettre à la disposition du public, pour la vente ou autrement, sous réserve de la doctrine de la première vente :
- pour les artistes interprètes ou exécutants, en ce qui concerne les fixations de leurs interprétations,
- pour les producteurs de phonogrammes, en ce qui concerne leurs phonogrammes,
- pour les producteurs des premières fixations de films, en ce qui concerne l'original et les copies de leurs films,
- pour les organismes de radiodiffusion, en ce qui concerne les fixations de leurs émissions.

Les artistes interprètes ou exécutants ont le droit exclusif d'autoriser ou d'interdire la diffusion de leurs prestations en direct, mais pas d'enregistrements ni de rediffusions [Art. 8 (1)]. Les organismes de radiodiffusion ont le droit exclusif d'autoriser ou d'interdire la rediffusion de leurs émissions "par voie hertzienne" et la communication de leurs émissions au public dans des lieux payants [art. 8 (3)]. Les producteurs de phonogrammes ont droit à une rémunération équitable (qui peut être fixée par accord ou règlement) si leurs enregistrements publiés sont diffusés ou joués en public : cette redevance est partagée avec les artistes interprètes ou exécutants [Art. 8 (2)].
Les limitations des droits voisins sont de même nature que les limitations du droit d'auteur. Quatre limitations possibles sont explicitement mentionnées dans l'article dix:
- usage privé ;
- utilisation de courts extraits dans le cadre de la communication de l'actualité ;
- fixation éphémère par un organisme de radiodiffusion au moyen de ses propres installations et pour ses propres émissions ;
- utiliser uniquement à des fins d'enseignement ou de recherche scientifique.

Cet article est une copie presque textuelle de l'article 15 de la Convention de Rome.

## Durée
La directive fixait à l'origine des périodes minimales de protection des droits d'auteur et des droits voisins qu'elle créait (art. 11, 12) conformément à la Convention de Berne pour la protection des œuvres littéraires et artistiques et à la Convention de Rome "sans préjudice d'une harmonisation plus poussée" dans. La poursuite de l'harmonisation est venue avec la directive harmonisant la durée de protection du droit d'auteur et de certains droits voisins, qui fixait les périodes de protection dans l'UE et abrogeait ces deux articles.
| Droits | Directive 92/100 / CEE le minimum                                          | Directive 93/98 / CEE harmonisé |
| --- | -------------------------------------------------------------------------- | --- |
| droits des auteurs | 50 ans après la mort de l'auteur                                           | 70 ans après la mort de l'auteur |
| droits connexes (des artistes interprètes ou exécutants, des producteurs de phonogrammes et des organismes de radiodiffusion) | 20 ans à compter de la date de fixation, de représentation ou de diffusion | 50 ans à compter de la date de publication ou de diffusion, ou à compter de la date de fixation, représentation dans le cas d'œuvres non publiées |